# Orgue en Alsace
Cet article traite de l'implantation de l'orgue en Alsace.
L'Alsace est une région qui compte près de 1225 instruments, dont 180 classés. Cela représente près de 17.5 % de tous les instruments de France. Malgré la présence de quelques pièces d'exception, la plupart des orgues alsaciens sont issus de l'artisanat local, et ne sont que fonctionnels car confrontés à la dure réalité financière des paroisses. Il n'empêche qu'ils sont dans une large mesure d'une qualité remarquable.

## Histoire

### Période classique alsacienne
Aucun orgue datant d'avant le XVIIe siècle ne nous est parvenu, et les tuyaux les plus anciens, conservés dans l'orgue Callinet de Rouffach, datent de 1626. À Bouxwiller, on conserve encore des tuyaux datant de 1668.
Cette période est marquée par Jean-André Silbermann, Joseph Waltrin.

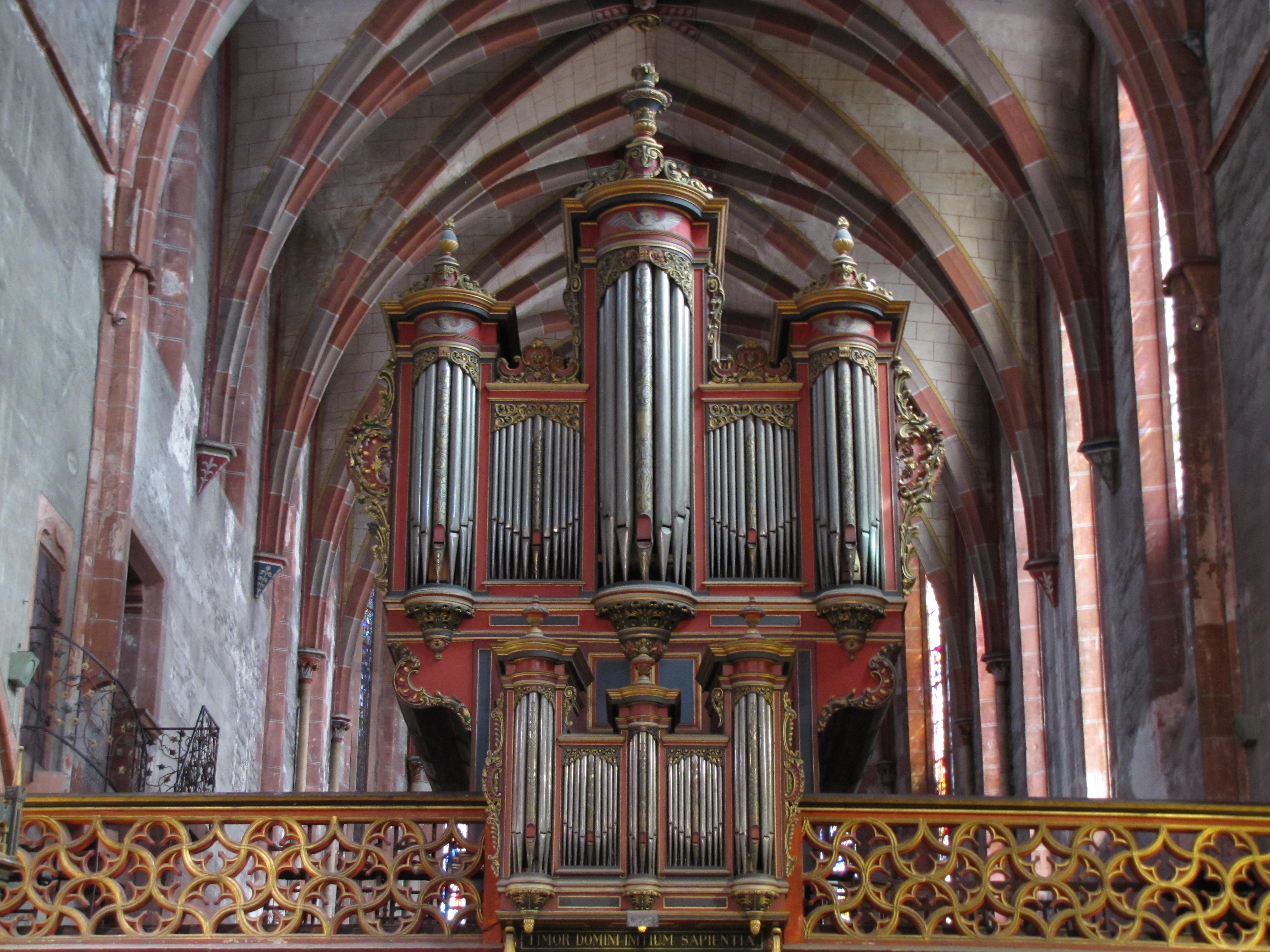
Église Saint-Pierre-le-Jeune protestant
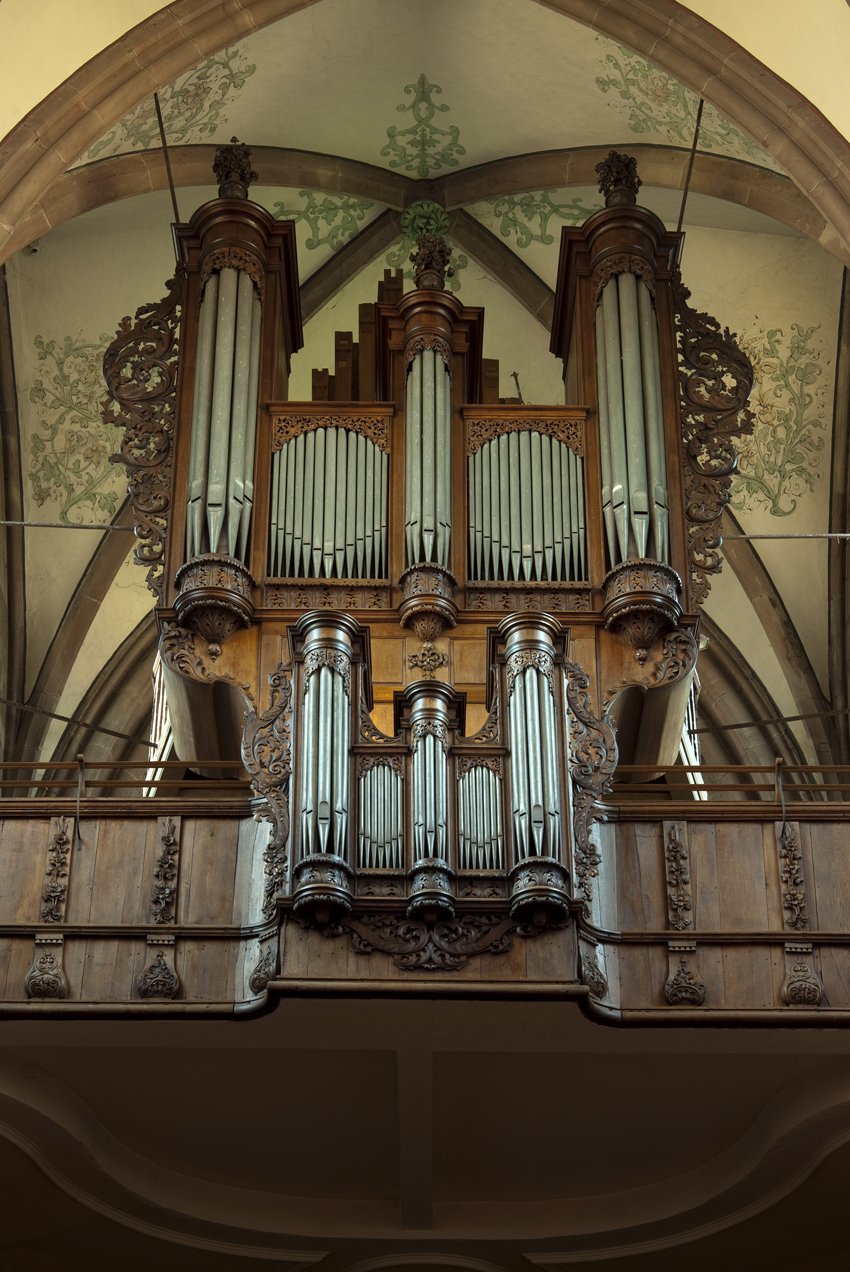
Abbaye de Marmoutier
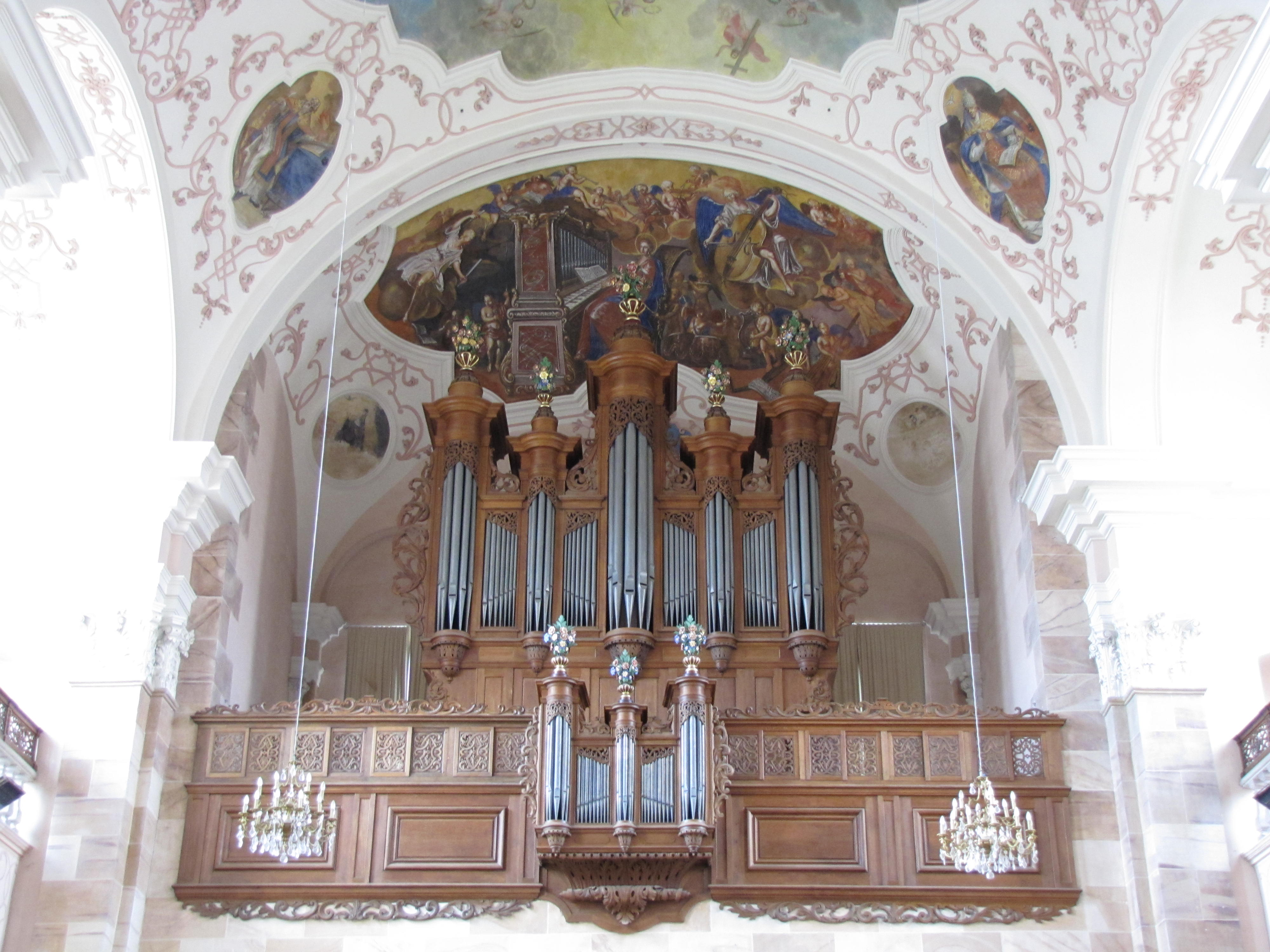
Orgue d'Ebersmunster (1732)

### Période de transition
Période entre néo-classique et néo-baroque, avec des facteurs comme Michel Stiehr ou les frères Martin et Joseph Rinckenbach

### Période romantique allemande
Le XIXe siècle constitue un âge d'or pour les orgues alsaciens, dans la mesure où presque un instrument est posé dans chaque église.

### Période néo-classique puis facture moderne
Parmi les orgues de facture moderne, on peut citer le monumental instrument de Seltz, construit en 1968 par Curt Schwendeckel, descendant d'une grande famille de facteurs d'orgues.